# Maesobotrya bipindensis
Maesobotrya bipindensis är en emblikaväxtart som först beskrevs av Ferdinand Albin Pax, och fick sitt nu gällande namn av John Hutchinson. Maesobotrya bipindensis ingår i släktet Maesobotrya och familjen emblikaväxter. Inga underarter finns listade i Catalogue of Life.